# Карл Георг Кнакфус
Карл Георг Кнакфус (нім. Carl Georg Knackfuss) — архітектор і садівник. Жив у 18 столітті.

## Біографія
У 1750-х об'явився у Варшаві. Працював для Яна Клеменса Браніцького. У варшавському палаці Міхала Антонія Сапєги продавав квіти і насіння. Автор проекту заславського парку, який створював його брат Йоган Георг Кнакфус. На замовлення Барбари Санґушкової у 1766-1770 роках збудував дерев'яний двір у Шиманові і заклав парк.